# Andrew Meikle
Andrew Meikle (5 mai 1719 - 27 novembre 1811) est un ingénieur en mécanique écossais.

## Biographie
Il est crédité d'avoir inventé la batteuse, un dispositif utilisé pour retirer les enveloppes extérieures des grains de blé. Il a également contribué à aider Firbeck dans l'invention de la Rotherham Plough. Cela est considéré comme l'un des développements clés de la révolution agricole britannique à la fin du XVIIIe siècle. 
L'invention est faite vers 1786, bien que certains disent qu'il n'a amélioré qu'une conception antérieure d'un fermier écossais nommé Leckie. Michael Stirling aurait inventé une batteuse rotative en 1758 qui pendant quarante ans est utilisée pour traiter tout le blé de sa ferme à Gateside.
Auparavant (vers 1772), il a également inventé les " voiles à ressort " des moulins à vent, qui remplacent les simples conceptions de toile précédemment utilisées par des voiles constituées d'une série de volets pouvant être actionnés par des leviers, permettant aux voiles des moulins à vent d'être contrôlées rapidement et en toute sécurité dans le cas d'orage.
Meikle travaille comme mécanicien de chantier à Houston Mill à East Linton, East Lothian, et amène John Rennie à devenir un ingénieur civil réputé.
Il est mort à Houston Mill et est enterré dans le cimetière de l'église paroissiale de Prestonkirk à East Linton, près du père de Rennie, George Rennie, qui cultivait le domaine voisin de Phantassie au bord de la rivière Tyne.
En 2011, il est l'un des sept premiers intronisés au Temple de la renommée de l'ingénierie écossaise,.